# Граф относительных окрестностей

Граф относительных окрестностей 100 случайных точек в единичном квадрате.

Граф относительных окрестностей — это неориентированный граф, определённый на множестве точек на евклидовой плоскости путём соединения двух точек p и q ребром, когда не существует третьей точки r, которая ближе как к p, так и q, чем p и q друг к другу. Этот граф предложил Годфрид Туссен в 1980 как способ определения структуры на множестве точек, которая отражает человеческое восприятие формы множества.

## Алгоритмы
Суповит показал, как эффективно построить граф относительных окрестностей за время O(n log n). Граф можно вычислить за среднее время O (n) для произвольного множества точек равномерно распределённых в единичном квадрате. Граф относительных окрестностей можно вычислить за линейное время из триангуляции Делоне множества точек.

## Обобщения
Поскольку граф определён лишь в терминах расстояний между точками, граф относительных окрестностей может быть определён для множеств точек в пространстве любой размерности и для неевклидовых метрик.

## Связанные графы
Граф относительных окрестностей является примером основанного на линзах бета-остова. Это подграф триангуляции Делоне. В свою очередь, евклидово минимальное остовное дерево является его подграфом, откуда следует, что это связный граф.
Граф Уркхарта, образованный удалением наиболее длинного ребра из каждого треугольника в триангуляции Делоне, был первоначально предложен как быстрый метод вычисления графа относительных окрестностей. Хотя граф Уркхарта иногда отличается от графа относительных окрестностей , он может быть использован в качестве аппроксимации графу относительных окрестностей.